# Colbert (Oklahoma)
Colbert és un poble dels Estats Units a l'estat d'Oklahoma. Segons el cens del 2000 tenia 1.065 habitants.

## Demografia
Segons el cens del 2000, Colbert tenia 1.065 habitants, 428 habitatges, i 275 famílies. La densitat de població era de 384,3 habitants per km².
Dels 428 habitatges en un 26,2% hi vivien nens de menys de 18 anys, en un 44,6% hi vivien parelles casades, en un 11,7% dones solteres, i en un 35,7% no eren unitats familiars. En el 31,8% dels habitatges hi vivien persones soles el 15,9% de les quals corresponia a persones de 65 anys o més que vivien soles. El nombre mitjà de persones vivint en cada habitatge era de 2,4 i el nombre mitjà de persones que vivien en cada família era de 3.
Per edats la població es repartia de la següent manera: un 23% tenia menys de 18 anys, un 9,3% entre 18 i 24, un 25,4% entre 25 i 44, un 22,6% de 45 a 60 i un 19,7% 65 anys o més.
L'edat mediana era de 39 anys. Per cada 100 dones de 18 o més anys hi havia 77,1 homes.
La renda mediana per habitatge era de 26.304 $ i la renda mediana per família de 30.250 $. Els homes tenien una renda mediana de 25.417 $ mentre que les dones 15.962 $. La renda per capita de la població era de 12.447 $. Entorn de l'11,6% de les famílies i el 15,1% de la població estaven per davall del llindar de pobresa.

## Poblacions més properes
El següent diagrama mostra les poblacions més properes.